# Electric Eel (album)
 Der er for få eller ingen kildehenvisninger i denne artikel, hvilket er et problem. Du kan hjælpe ved at angive troværdige kilder til de påstande, som fremføres i artiklen.

Electric Eel er det danske rockband Fielfraz' andet studiealbum - udgivet i 1992.

## Spor
1. "Surfer"
2. "I Used To Love Her But I'm Alright Now"
3. "Something Coming Your Way"
4. "Naked"
5. "Hello (It's Your Sick Man Calling)"
6. "Sex Knife"
7. "Cruel Psycho Candy"
8. "Sit Dog Sit"
9. "Here Comes The Monkey"
10. "Honey & Roses"
11. "Baby Does"
12. "End Of Conversation"